# Арбітражний комітет
Арбітражний комітет — це обов'язкова колегія редакторів для вирішення суперечок, яка використовується у декількох проектах Фонду Вікімедіа.
Перший проект, що почав використовувати арбітражний комітет — це англійська Вікіпедія. Так як мовні розділи проектів Wikimedia є автономними та незалежними, у деяких з них створили свої арбітражні комісії, а деякі — ні. Арбітражні комітети створюються редакторами проектів і обираються спільнотою на щорічних виборах. До питань, які виносяться на обговорення арбітражному комітету, як правило відносяться проступки адміністраторів, доступ до різних сучасних інструментів та цілого ряду питань «реального світу», пов'язаних із шкідливою поведінкою, коли вони виникають у контексті проекту Вікіпедії.
Арбітражні комітети, як правило, мають повноваження вводити обов'язкові санкції, а також визначати, які користувачі мають доступ до спеціальних можливостей.
Перший такий комітет був створений Джиммі Вейлзом 4 грудня 2003 року як розширення повноважень щодо прийняття рішень, які він раніше займав як власник сайту. Комітет діє як Верховний суд для суперечок між редакторами. У ЗМІ він по-різному характеризується як «квазісудовий» або "вищий / верховний суд " Вікіпедії, хоча Комітет стверджує, що він не є, і не претендує на те, що він є формальним судом. Він вирішив кілька сотень справ за свою історію. Члени Комітету призначаються Уельсом особисто або електронною поштою після дорадчих виборів; Вейлз зазвичай обирає призначення арбітрів, які були серед тих, хто отримав найбільше голосів.
Комітет розглядався науковцями, які досліджують вирішення суперечок, а також повідомлявся у публічних засобах масової інформації у зв'язку з різними рішеннями справ та суперечками щодо Вікіпедії.

## Історія
У жовтні 2003 року в рамках дискусії про етикет у Вікіпедії Алекс Т. Рошук, тодішній юрисконсульт Фонду Вікімедіа, підготував 1300 слів про медіацію та арбітраж. Цей контур перетворився на Комітет з питань посередництва та Арбітражний комітет, офіційно оголошений Джиммі Вейлзом 4 грудня 2003 року. З часом концепція «арбітражного комітету» була прийнята іншими громадами в рамках проектів Фонду Вікімедіа.
При заснуванні Комітет складався з 12 арбітрів, розділених на три групи по чотири члени. Станом на  2008 рік, він вирішив близько 371 справи провадження, засоби захисту від різного роду попередження до заборони.  

## Увага та суперечки
Статистичне дослідження, опубліковане в журналі «Еморі закон» у 2010 році, показало, що Комітет загалом дотримується принципів ігнорування змісту суперечок користувачів та зосередження уваги на поведінці користувачів. Це ж дослідження також встановило, що, незважаючи на те, що кожен випадок оцінюється за власними силами, з'явилася кореляція між типом поведінки, що виявилася, та засобами захисту та рішеннями, що накладаються Комітетом.
У 2007 році арбітр із ніком Essjay відмовився від Комітету після того, як в інтерв'ю New York Times він виявив помилкові претензії щодо своєї академічної кваліфікації та професійного досвіду. Також у 2007 році комітет заборонив професору Массачусетського технологічного інституту Карлу Хьюітту редагувати онлайн-енциклопедію. У травні 2009 року арбітр, який редагував під ім'ям імені користувача Сем Блеккер, пішов з Комітету після того, як стало відомо, що він приховав своє минуле редагування в отриманні ролі.
У 2009 році Комітет був залучений до уваги засобів масової інформації внаслідок його рішення про заборону «всіх IP-адрес, які належать Церкві Саєнтології та їхніх партнерів, або широко розповсюджуваних ними, широко інтерпретуються», як частина четвертої справи, пов'язаної з саєнтологією. Така дія мала «невеликий прецедент» у восьмирічній історії Вікіпедії та повідомлялася про декілька основних новинних служб, таких як The New York Times, ABC News та The Guardian . Ведучий сатиричної новинної програми Стівен Колберт провів сегмент у доповіді Колберта, що пародіює заборону.
У 2015 році Комітет звернув увагу на свою постанову, що стосується Gamergate, в якій одного редактора було заборонено на вебсайті безстроково, а декілька інших заборонили теми, що стосуються Gamergate або гендеру.
У червні 2015 року комітет усунув розширені дозволи у Річарда Симондса, активіста британської партії Ліберальних демократів . Symonds неналежно заблокував обліковий запис у Вікіпедії та пов'язав його правки з колишнім головою Консервативної партії Грантом Шапсом і передав це The Guardian. Шапс заперечував право власності на обліковий запис, називаючи звинувачення «категорично неправдивими та наклепницькими». Саймондс заявив в інтерв'ю, що стоїть на своїх діях.
Дослідження 2017 року показало, що на прийняття рішень Комітетом в основному не впливають позаправові фактори, такі як національність, діяльність / досвід, уникнення конфліктів та часові обмеження. Це ж дослідження встановило, що на прийняття рішень Комітету впливають значно більше часових обмежень, ніж на звичайні суди.

## Арбітражні комітети у різних мовних розділах Вікіпедії
У 2004 році був заснований Арбітражний комітет з Французької Вікіпедії а в 2007 році — з німецької та польської Вікіпедії.